# Circunscrições eclesiásticas católicas do Canadá
A Igreja Católica Apostólica Romana no Canadá é composta por dezoito províncias eclesiásticas lideradas por arcebispos. As províncias estão divididas em 18 arquidioceses e 52 dioceses. 

## Lista de Dioceses

### Província eclesiástica de Edmonton
A província é constituída geograficamente pela maior parte de Alberta, exceto pelo canto noroeste da província.
- Arquidiocese de Edmonton
  - Diocese de Calgary
  - Diocese de Saint Paul

### Província eclesiástica de Gatineau
A província é constituída geograficamente do terço ocidental de Quebec.
- Arquidiocese de Gatineau
  - Diocese de Amos
  - Diocese de Rouyn-Noranda

### Província eclesiástica de Grouard-McLennan
A província é constituída geograficamente pela totalidade do Território de Yukon e dos Territórios do Noroeste, além do canto noroeste de Alberta, o terço ocidental de Nunavut, e uma pequena parte do norte de Saskatchewan.
- Arquidiocese de Grouard-McLennan
  - Diocese de Mackenzie-Fort Smith
  - Diocese de Whitehorse

### Província eclesiástica de Halifax
A província é constituída geograficamente com as áreas coincidentes da Nova Escócia e Ilha do Príncipe Eduardo.
- Arquidiocese de Halifax-Yarmouth
  - Diocese de Antigonish
  - Diocese de Charlottetown

### Província eclesiástica de Keewatin-Le Pas
A província é constituída geograficamente pela parte norte de Manitoba, o terço norte de Saskatchewan, os dois terços orientais de Nunavut, e uma porção do noroeste de Ontário.
- Arquidiocese de Keewatin-Le Pas
  - Diocese de Churchill-Baie d'Hudson

### Província eclesiástica de Kingston
A província é constituída geograficamente da parte central e partes do leste de Ontário.
- Arquidiocese de Kingston
  - Diocese de Peterborough
  - Diocese de Sault Sainte Marie

### Província eclesiástica de Moncton
A província é constituída geograficamente com áreas coincidentes com a província de New Brunswick.
- Arquidiocese de Moncton
  - Diocese de Bathurst
  - Diocese de Edmundston
  - Diocese de Saint John, New Brunswick

### Província eclesiástica de Montréal
A província é constituída geograficamente de porções centro-sul de Québec.
- Arquidiocese de Montréal
  - Diocese de Joliette
  - Diocese de Saint-Jean-Longueuil
  - Diocese de Saint-Jérôme-Mont-Laurier
  - Diocese de Valleyfield

### Província eclesiástica de Ottawa-Cornwall
A província é constituída geograficamente do Nordeste e partes do leste de Ontário.
- Arquidiocese de Ottawa-Cornwall
  - Diocese de Hearst-Moosonee
  - Diocese de Pembroke
  - Diocese de Timmins

### Província eclesiástica de Québec
A província é constituída geograficamente porções do centro-norte de Québec.
- Arquidiocese de Québec
  - Diocese de Chicoutimi
  - Diocese de Sainte-Anne-de-la-Pocatière
  - Diocese de Trois-Rivières

### Província eclesiástica de Regina
A província é constituída geograficamente de dois terços do Sul de Saskatchewan.
- Arquidiocese de Regina
  - Diocese de Prince Albert
  - Diocese de Saskatoon

### Província eclesiástica de Rimouski
A província é constituída geograficamente de porções nordeste do Québec.
- Arquidiocese de Rimouski
  - Diocese de Baie-Comeau
  - Diocese de Gaspé

### Província eclesiástica de Saint Boniface
A província é constituída geograficamente da porção sudeste de Manitoba.
- Arquidiocese de Saint-Boniface

### Província eclesiástica de St. John's
A província é constituída geograficamente com áreas coincidentes com a província de Terra Nova e Labrador.
- Arquidiocese de St. John's em Terra Nova
  - Diocese de Corner Brook and Labrador
  - Diocese de Grand Falls

### Província eclesiástica de Sherbrooke
A província é constituída geograficamente de partes do sudeste de Québec.
- Arquidiocese de Sherbrooke
  - Diocese de Nicolet
  - Diocese de Saint-Hyacinthe

### Província eclesiástica de Toronto
A província é constituída geograficamente do sul e das parcelas do noroeste de Ontário.
- Arquidiocese de Toronto
  - Diocese de Hamilton
  - Diocese de London
  - Diocese de Saint Catharines
  - Diocese de Thunder Bay

### Província eclesiástica de Vancouver
A província é constituída geograficamente com áreas coincidentes com a província da Columbia Britânica.
- Arquidiocese de Vancouver
  - Diocese de Kamloops
  - Diocese de Nelson
  - Diocese de Prince George
  - Diocese de Victoria

### Metropolia de Winnipeg (Ucraniana)
A Igreja Greco-Católica Ucraniana no Canadá, uma igreja em comunhão plena com Roma, é organizada sob uma metropolia (ou província) consistindo de uma arquieparquia metropolitana e quatro eparquias sufragâneas.
- Arquieparquia de Winnipeg
  - Eparquia de Edmonton
  - Eparquia de New Westminster
  - Eparquia de Saskatoon
  - Eparquia de Toronto

### JurisdiçõesSui iuris
As seguintes Igrejas particulares não são sufragâneas de sedes metropolitanas, mas em vez disso são imediatamente submetidas à Santa Sé. A Arquidiocese de Winnipeg é um distrito independente de rito latino, servindo a parte sudoeste de Manitoba. O Ordinário Militar serve a militares canadenses no exterior e não é definida por território geográfico. As restantes quatro igrejas não fazem parte do rito latino, mas estão em plena comunhão com Roma.
- Arquidiocese de Winnipeg
  - Eparquia de Mar Addai de Toronto
  - Eparquia de Mississauga
  - Eparquia de Saint Maron de Montreal
  - Eparquia de Saint-Sauveur de Montreal
  - Eparquia de Saints Cyril e Methodius de Toronto
  - Exarcado Apostólico do Canadá
  - Ordinariato Militar do Canadá